# Je suis malade (bài hát)
"Je suis malade" là một bài hát của ca sĩ-nhạc sĩ người Pháp Serge Lama. Bài hát được phát hành vào năm 1973 (như là một đĩa đơn và trong album có tựa đề Je suis malade của ông).

## Sáng tác
Ca khúc được Serge Lama viết lời và Alice Dona soạn nhạc.

## Diễn biến thương mại
Phiên bản gốc của Serge Lama không thật sự phổ biến tại Pháp, khi mà các chương trình truyền hình và phát thanh ưa thích ca khúc nằm ở mặt B của đĩa đơn này hơn, "Les p'tites femmes de Pigalle". Bài hát trở thành hit khi được biểu diễn bởi Dalida, và sau đó người Pháp bắt đầu ưa thích cả hai phiên bản của hai ca sĩ và bài hát trở thành một ca khúc cần–phải–nghe. Sau khi Dalida qua đời, một bản song ca của hai nghệ sĩ được phát thành và cũng trở thành một hit lớn. Bài hát này cũng là bài hát bán chạy nhất của Alice Dona.

## Danh sách bài hát
Đĩa đơn Phillips 7" 6009 402 (1973, Pháp,...)
A. "Je suis malade" (3:59)
B. "Les p'tites femmes de Pigalle" (2:30)

## Các bản hát lại
Bài hát được thể hiện lại bởi các nghệ sĩ như Dalida (vào năm 1973), Lara Fabian (trong album Carpe diem vào năm 1994), và Thierry Amiel (vào năm 2003).

## Xếp hạng

### Phiên bản của Serge Lama
| Bảng xếp hạng (2013)                          | Vị trí cao nhất |
| --------------------------------------------- | --------------- |
| Bỉ (Ultratop Back Catalogue Singles Wallonia) | 41              |

### Phiên bản của Dalida
| Bảng xếp hạng (2017) | Vị trí cao nhất |
| -------------------- | --------------- |
| Pháp (SNEP)          | 113             |